# 히토요시번
히토요시번(일본어: 人吉藩, ひとよしはん)은 히고국 남부의 쿠마지방을 영유한 번이다. 번청은 히토요시성 (현재의 구마모토현 히토요시시)에 위치한다.

## 역사
번주의 집안인 사가라씨는 가마쿠라 시대 초기의 겐큐 4년 (1193년), 이 땅의 지두(地頭)로 임명되었다. 그 후, 센고쿠다이묘로 성장하여 에도 시대에 들어서도 영주로서 존속해, 메이지 유신을 맞이한 극히 드문 번 중 하나이다.
덴쇼 15년 (1587년), 도요토미 히데요시의 큐슈 정벌때 노신(老臣) 후카미 나가토모는 오오토모씨, 시마즈씨 사이에 낀 소영주의 고충을 히데요시에게 호소했다. 나가토모의 활동 덕에 당주인 사가라 요리후사 (후의 초대 번주 나가츠네)는 영토에서 계속 살 수 있게 되었다.
게이쵸 원년 (1596년), 후카미 나가토모의 조카 요리쿠라와 중신 인도 요리모리와의 대립이 격화되었고, 이것을 이시다 미츠나리가 중재했다. 그 결과로, 요리쿠라가 패배, 그의 후원이었던 카토 키요마사에서 일하던 후카미 일족은 요리모리에 의해 살해되었다. 이에 따라 인도 요리모리는 사가라 세이베이 요리모리라 이름을 지었고, 가로 · 집정이 되어 사가라가의 중심역할을 해나가게 된다.
게이쵸 5년 (1600년), 세키가하라 전투에서, 사건의 중재에 선 미츠나리의 대한 은혜로 당초 서군에 입성했다. 그러나 요리모리는 휴가국의 소영주인 아키즈키 타네나가, 타카하시 모토타네 등과 함께 동군으로 배신했다. 그 결과, 그들은 도쿠가와 이에야스로부터 옛 영지를 인정받아 각자 자신의 번으로 자립하였다.
히토요시번은 사츠마번과 비슷한 중세의 흔적을 남긴 행정기구였다. 그 중 하나는 외성제이다. 영내에는 14개의 외성이 있었는데, 각각 여러명의 가신이 거주하여 영지와 영민의 지배를 하였다. 병농분리가 되지 않아 반농반병의 무급향사가 인구의 약 3분의 1을 차지했다. 또, 크리스천 금지와 함께 정토진종 혼간지파 금지를 엄히 지킨 것 역시 사츠마번과 같다.
번 재정은 초기에는 "나가사키 쇼핑"이라 불리는 장사로 인해 풍족했다. 나가사키 쇼핑이랑 색단자(色緞子), 양탄자(毛氈), 비로드(天鵞絨) 등 외래 직물을 번이나 나가사키에서 구입해 교토에서 판매함으로써 이윤을 올린다는 것이다.
또, 닛타 개발에 힘을 쏟아 칸에이 연간에는 2만 1천석이나 되는 닛타가 개발되었다. 또한, 일본 3대 급류 중 하나인 쿠마강은 배가 다니는 것이 불가능하였는데, 상인 하야시 마사모리 (林正盛)가 칸분 5년 (1665년)에 하천개수 공사를 완성하였고, 이에 따라 하구 8대까지의 수로가 확보되어 생산물 반출입이 쉬워졌다. 이에 따라, 쿠마모토번 호소카와 가문의 허가를 얻어 야츠시로에 선착장을 설치하자, 쿠마와 야츠시로 사이의 물류가 쿠마강에서 이루어지게 되었다.
그러나, 막부 구조, 번저택의 수리, 여러번의 쿠마강 범람과 멸구 발생 등으로 재정은 점차 악화되었다. 호우레키 연간에 100석을 받는 번사의 실제 석고는 대략 3분의 1인 36석까지 감소하였다. 게다가 150석 이상의 번사는 의무적으로 말을 소지해야했기 때문에 녹봉이 아슬아슬한 사람은 특히 궁핍에 허덕였다. 그럼에도 불구하고 번 재정이 악화된 에도시대 중기 이후, 번주가 단명으로 빈번히 교대되는 바람에 개혁에 손을 대지 못하고, 또 번 내의 대립(후술)이 개혁의 손길을 무디게 하고 있었다.
에도시대 후기에는 모시, 표고버섯, 차 등의 재배를 장려해 재원 확보에 노력했지만, 번내 항쟁의 영향을 받기도 해 효과를 거두지 못했다.
에도 막부 말기인 분큐 2년 (1862년), 히토요시성 아래에서 "토라스케 화재"라고 불리는 큰 화재가 일어나 재정에 큰 타격을 입었다.
메이지 4년 (1871년)에 폐번치현으로 히토요시현이 된 후, 야츠시로현, 시라카와현을 거쳐 구마모토현에 편입되었다. 메이지 2년 (1869년) 사가라가는 화족에 속하게 되었고, 메이지 17년 (1884년)에 자작가가 되었다.

## 번 내 소동
히토요시번에서는 후카미씨와 인도씨의 대립에서 시작되어, 문엽 (사가라 일족, 소중의파로 불린다)와 가로 (대중의원파)와의 대립이 끊이지 않았고, 종종 가문 소동(お家騒動) · 사건이 일어났다. 옛날부터 소영주였기 때문에 문엽이 여러 집안에 있었고, 가신도 옛날부터 존재했기 때문에, 서로의 권리 주장이 번주의 권력을 약화시켜갔다. 그러나, 이 정도로 많은 소란이 일어난 번은 지극히 드물다. 한편, 마찬가지로 오랫동안 소영주였던 오오무라씨는 오오무라번 초기 단계에서 강제로 개혁을 하여 번주의 권력을 강화하고, 이를 통해 번내를 정리하는데 성공했다.

### 오시모의 난
오시모의 난 (お下の乱 / 御下の乱)은 별명 사가라 세이베이 사건 또는 타시로 한베이의 반란이라고도 불린다. 2대 번주 요리히로는 칸에이 17년 (1640년), 중신이자 차츰 권력을 쌓아온 사가라 세이베이 요리모리 (인도 요리모리)의 전횡을 막부에 호소하여 재가를 구했다. 요리모리는 에도에 소환되어 오다와라번에서 임시 수용되었다. 그 사이, 에도 저택에서 히토요시로 가는 사신으로 神瀬外記, 후카미 소자에몬을 보냈다. 사자의 내용은 요리모리의 양자 (요시코)인 타시로 한베에 요리마사 (인도 한베에 토모)를 이어 번사로 내세운다 라고 하는 것이었다. 그러나, 한베에는 이미 요리모리의 처분을 알고 있었고, "오시타야시키(お下屋敷)"라고 불리는 요리모리의 저택에 불려가 外記와 소자에몬은 한베에 등에게 습격을 당한다. 소자에몬은 무사히 도망쳤지만, 外記는 붙잡혀 손가락이 모두 잘린뒤 살해당했다. 그리고 요리모리의 일족은 오시타야시키에서 농성, 번병이 이것을 둘러싸고 전투가 벌어졋다. 결국, 요리모리의 일족 전원이 전사하거나 자살하여 121명이 사망했다. 이것이 오시모의 난이라고 불리는 사건이다.
요리모리는 막부의 결정에 의해 유배 (츠가루번 하의 관리감독)가 되어, 히로사키에서 메이레키 원년 (1655년)에 88세의 나이로 객사했다.

### 무라카미 일족 도살사건
무라카미 일족 도살사건 (村上一族鏖殺事件)은 오시모의 난 4년 후인 쇼호 2년 (1645년)에 일어난 사건이다. 300석을 받는 상급무사인 무라카미 아키타케가 일족을 초청해 선조 공양법회를 지내던 중, 아키타케의 양자인 가쿠베에와 그의 친형 야나세 나가자에몬이 난입해 일족 70여명을 참살했다. 직후, 가쿠베에와 나가자에몬은 자결했다. 가쿠베에의 생모가 낮은 신분이었기 때문에 가쿠베에의 아내가 양자 결연을 반대하며 남편에게 소송을 냈고, 아키타케도 양자 결연을 일시 중단하하면서 일어난 사건인 것으로 알려졌다.

### 죽총사건
죽총사건 (竹鉄砲事件)은 8대 번주 요리히사가 총에 의해 암살당한 사건이다. 별명 어수판은 사건이라고도 불린다. 원래 사가라가의 기록에는 없고, 은닉되어있던 사건이지만 시부야 스에고로가 사가라가 근세문서를 정리하다가 우연히 발견해 판명되었다.
발단은 호우레키 5년 (1755년), 7대 요리미네의 시기에 영내를 덮친 큰 수해다. 당시 번은 이미 재정이 많이 빈곤한 상태였는데다가 큰 수해로 인해 번사들의 생활은 괴멸 직전에 가까운 타격을 입었다. 다음 해인 호우레키 6년 (1756년), 번사 구제책으로서 가로 마에 나가에몬 (万江長右衛門)등의 대중의파가 희망자에 한해 어수판은의 대출에 관한 령을 냈다. 그러나 이 대출은 대출액에 따라 가록에서 공제한다는 것으로 100석 이상의 상급 무사들은 그 상환방식으로는 실질적으로 지행을 삭감하고 번사가 더욱 빈곤에 허덕인다며 이의를 제기하여 가문 요가에 호소하였다. 실제 상급무사들 중에서 대출을 받으려는 사람은 없고, 마에 등 일동은 근신에 이르게 된다. 한편, 사가라 요리모시 (후의 요리히사) 등 문엽은 이 사건을 에도의 요리미네에게 보고하는 도중, 신속하게 처분할 수 있도록 마에를 할복해, 다른 사람을 처벌하라는 밀서를 보냈다 (마에 등은 처분을 받지 않고 근신이 풀린 것으로 보임)
호우레키 7년 (1757년), 번주 요리미네는 귀국하면서 종전대로 문엽 (사실은 동생)인 사가라 요리모시를 임시 양자로 삼으려했다. 요리모시는 문엽의 중심인물이었기 때문에 가로 마에 등이 반대, 연판장을 제출하기에 이르렀다. 그러나 요리미네는 강경한 반대를 무릅쓰고 요리모시를 임시양자로 삼고 귀국했다. 그런데 요리미네를 독살하고 요리모시의 옹립을 기도하는 무리가 있다는 유서를 남기고 번의(의사) 미기타 타치테츠가 자살하는 사건이 발생했다. 요리미네는 음미하다가 소중의파를 처벌했다.
호우레키 8년 (1758년), 요리미네는 에도 참근을 가던 도중 발병해, 에도 도착 한 후, 사망했다. 요리미네의 사망으로 요리모시가 출부하여 8대 번주 요리히사가 되었다. 다음 해인 호우레키 9년 (1759년) 6월에 귀국한 요리히사는, 2개월 후에 급사한다. 사가라 가문의 기록으로는 윤7월에 몸이 아파 사츠마세의 별저에서 요양 중이었으나, 병세가 악화되어 사망한 것으로 되어있다.
그러나 전해 내려오는 말에 의하면, 사츠마세의 별저에 체류 중이던 윤7월, 총에 저격당해 8월에 이르러 사망했다고 한다. 번은 총성을 아이의 죽총(폭죽)이라 속여, 조사를 요구하는 호소를 채택하지 않았다고 한다. 대중의파와 소중의파가 대립하는 가운데, 소중의파의 중심인물인 번주의 말살을 도모한 것으로 알려져있다.
또, 이로인해 번주 사가라가의 혈통은 단절되고, 이후 약 10년간 다른 가문에서 미츠나가, 요리사다, 토미모치,나가히로 등 4명을 잇달아 후계자로 맞이해서 불안정한 가독 상속을 계속하며 (내밀한 번주 교체도 실시함), 어떻게든 가문 단절의 위기를 헤쳐나갔다.

### 나바야마 소동
나바야마 소동(茸山騒動)은 텐포 12년 (1841년)에 일어난 백성 봉기이다. 14대 번주 요리유키는 타시로 마사노리를 가로로 등용해 번정개혁을 추진했다. 그 일환으로서 분고국으로부터 표고버섯 재배를 도입해 좌(특권 상인 제도)를 설치했다. 작물의 과세나 표고버섯산의 입산 금지 등에 불만을 품은 번내 일원의 농민 약 1만명이 특권 상인 집 등을 쳐들어가 부셨다. 그 결과, 마사노리는 할복, 좌가 폐지되는 것으로 수습되었다. 또한 폭동을 선동했다해서 문엽의 사가라 요리나오도 할복하였다. 요리나오 할복의 배경에는 차기 번주 나가토미의 옹립을 둘러싸고 옹립 지지의 가로파와 옹립 반대의 문엽파와의 대립이 있었던 것 같다.

### 소의 해 소동
소의 해 소동 (丑歳騒動)은 막부 말기의 게이오 원년 (1865년)에 일어난 소동이다. 분큐 2년 (1862년)에 발생한 대화재 "토라스케 화재"에서 무기가 소실되었고, 서양식 군대 도입의 필요성을 느낀 번은 마츠모토 료이치로를 기용해 군제 개혁에 나섰다. 료이치로 일파는 좌막이자 양식파라고 불렸다. 한편 에도 초기부터 내려오는 전통인 야마가류 군제를 지키려는 가로들은 근왕파였다. 이러한 군제와 정치의 대립이 있었지만, 서양식파가 우세해져 네덜란드식 군제로의 개혁이 추진되었다. 이에 반발한 근왕파는 료이치로 등을 습격해 서양식파 14명을 높으신 사람의 뜻이라면서 살해하고, 전과는 반대로 근왕파가 주도권을 장악했다. 그 후, 야마가류, 네덜란드식 둘다 폐지되고 사츠마번에서 영국식 군제가 도입되었다. 일련의 소동으로부터 번내의 개혁이 뒤떨어져, 메이지 유신때, 신정부군에 참가했지만 눈에 띄는 활약은 없었다.

## 역대 번주
사가라가 (相良家)
도자마 다이묘 고쿠다카 : 2만 2천석
1. 요리후사 (頼房)
2. 요리히로 (頼寛)
3. 요리타카 (頼喬)
4. 요리토미 (頼福)
5. 나가오키 (長興)
6. 나가아리 (長在)
7. 요리미네 (頼峯)
8. 요리히사 (頼央)
9. 미츠나가 → 요리사다
  - 미츠나가 (晃長) - 요절
  - 요리사다 (頼完) - 다른 사람을 대신 내세웠으나, 막부에는 미츠나가가 병이 쾌차한 후에 개명했다고 보고.
10. 토미모치 (福将)
11. 나가히로 (長寛)
12. 요리노리 (頼徳)
13. 요리유키 (頼之)
14. 나가토미 (長福)
15. 요리모토 (頼基)

## 에도막부 말기의 영지
- 히고국
  - 쿠마군 -54개 마을 (쿠마군 전역)
- 휴가국
  - 우스키군 중 4개 마을

## 같이 보기
- 폐번치현